# 4月10日 (旧暦)
旧暦4月10日（きゅうれきしがつとおか）は、旧暦4月の10日目である。六曜は先勝である。

## できごと
- 推古天皇元年（ユリウス暦593年5月15日）聖徳太子が推古天皇の皇太子・摂政に就任（『日本書紀』による）。
- 保安元年（同1120年5月9日）御厄運御慎により、元永から保安に改元
- 長寛2年（同1164年5月2日）平清盛(47)の三女平盛子(9)が関白藤原基実(22)の妻となり、北政所を称する。
- 宝暦13年（グレゴリオ暦1763年5月22日）大分県耶馬渓に青の洞門が開通

## 誕生日
- 慶暦8年（ユリウス暦1048年5月25日） - 神宗、北宋の6代皇帝（+ 1085年）
- 洪武30年（ユリウス暦1397年5月7日） - 世宗、李氏朝鮮の4代国王（+ 1450年）
- 永禄3年（ユリウス暦1560年5月5日） - 後藤基次（又兵衛）[要出典]、武将（+ 1615年）
- 明和5年（グレゴリオ暦1768年5月25日） - 香川景樹、歌人・国学者（+ 1843年）

## 忌日
- 文化14年（グレゴリオ暦1817年5月25日） - 山田検校、山田流箏曲の始祖（* 1757年）
- 明治5年（グレゴリオ暦1872年5月16日） - 佐藤泰然、蘭学医・順天堂大学の起源となる蘭学塾、和田塾の開設者（* 1804年）